# Elizabeth Mathis
Elizabeth Mathis Tease (Detroit, Michigan, Estados Unidos; 18 de noviembre de 1983) es una actriz y productora estadounidense más conocida por sus papeles como Pushy en Blue Crush 2, Tess on Enchanted y Nicole de Unstoppable.

## Primeros años
Mathis creció en el área de Detroit, donde dijo que formó un fuerte vínculo con su familia. Ella ha dicho: "Soy una niña definida del Medio Oeste. Me gusta la hierba verde y jugar afuera y todo eso. Mi educación fue muy mala ”. Mathis participó brevemente en concursos de belleza, ganando Miss Teen Michigan en 1998, aunque no se colocó en el posteriorconcurso nacional. Mathis luego estudió comunicaciones y negocios en la Universidad del Noroeste. Mientras estaba allí, descubrió la actuación y exploró su talento fuera del campus. Más tarde, se mudó a Nueva York persiguiendo su pasión. Esta casada y es madre de 3 hijos.

## Carrera
Después de varios años en papeles de fondo ('Mujer Irresistible de Fantasía # 2', 'Chica Caliente 2'), con papeles menores en dos largometrajes (Tess en 2007 en Enchanted y Nicole en 2010 en Imparable), Mathis tuvo un papel importante en la película de 2011 directa a vídeo Blue Crush 2. Después de Blue Crush 2, Mathis apareció en solo tres lanzamientos más, directos a vídeo; dos en 2012 y uno en 2015. 
Mathis pasó por un duro entrenamiento para su papel de Pushy en Blue Crush 2, incluyendo el aprendizaje de surf, a pesar de que tuvo un doble de surf en pantalla. Mathis trabajó con su entrenador de dialecto durante dos horas todos los días para prepararse para su papel como nativa de Sudáfrica. Ella también tomó clases de baile y yoga para mantener su constitución ya atlética. "Realmente quiero aprovechar los diversos personajes", dijo. "Quiero empujar los límites de mí misma. Y sobre todo solo quiero divertirme".

## Filmografía

### Televisión
| Año  | Serie                        | Pape             |
| ---- | ---------------------------- | ---------------- |
| 2001 | What About Joan              | Animadora #1     |
| 2005 | Rescue Me                    | Mujer #1         |
| 2005 | Law & Order: Criminal Intent | Naomi            |
| 2006 | Six Degrees                  | Recepcionista    |
| 2006 | Love Monkey                  | Mujer            |
| 2008 | Tyler Perry's House of Payne | Vieja Jazmine    |
| 2010 | Glory Daze                   | Chica Caliente 2 |
| 2010 | CSI: Miami                   | Mc Femenina      |

### Películas
| Año  | Película               | Papel                             |
| ---- | ---------------------- | --------------------------------- |
| 2007 | Enchanted              | Tess                              |
| 2007 | I Think I Love My Wife | Mujer Irresistible de Fantasía #2 |
| 2010 | Tron: Legacy           | Sirena #4                         |
| 2010 | Unstoppable            | Nicole Barnes                     |
| 2011 | Blue Crush 2           | Pushy                             |
| 2012 | 100,000 Zombie Heads   | Neurah                            |